# Манастир Прекопеча
Манастир Прекопеча припада епархији шумадијској Српске православне цркве, налази се у атару села Прекопеча, поред већег села Дивостин, на територији града Крагујевца.

## Историја
Данашњи манастир је подигнут на остацима некадашње цркве у Прекопечи, за коју нема поузданих података о постојању. Међутим, сачувано је предање о Јову Синаиту који је живео у Прекопечи код Крагујевца више Драче. Ту је умро и сахрањен. У науци се овај синаитски монах повезује са познатим преписивачем старих рукописа Јовом који је живео у манастиру Хиландару током треће четвртине 14. века. Мошти овог подвижника склоњене су у манастир Драчу, а његов гроб био је изузетно поштован у народу. Верује се да је средњовековни манастир постојао до краја 18. века, када су га, током Кочине крајине, уништили Турци.
Подизање новог манастира почело је 1988. године, да би до данас били саграђени једнобродна црква у рашком стилу и двоспратни конак.